# 西川潔 (IT)
西川 潔（にしかわ きよし、1956年10月24日 - ）は、日本の実業家。ネットエイジ（現ユナイテッド）創業者。

## 略歴
東京大学教養学部卒業。KDD、アーサー・D・リトル、AOLジャパンなどを経て1998年2月にネットエイジを創業し、ネットエイジグループ代表取締役社長、取締役会長に就く。ネットエイジはngi group、モーションビートと名称を変え、スパイアとの合併を経て、現在はユナイテッド（東証マザーズ 2497）に至る。